# Sedlák Hlavatý
Sedlák Hlavatý je vesnický román, jehož autorem je Václav Kůrka, který se jako student v roce 1926 pokoušel napsat román, kde se řešil generační problém a pozemková reforma. Toto dílo vycházelo nejprve v časopise Náměstí roku 1930 a v knižní podobě vyšel v roce 1934 v nakladatelství Máj v Praze.
Jedná se o román dvou generací, který pojednává o groteskním případu mocného sedláka, který zatoužil po šlechtickém erbu. Za starých dob musel rytíř podstoupit celou torturu, nežli jej obdržel. Sedláku Hlavatému stačilo dostat zbytkový statek, k němuž se dostane šlechtický erb nádavkem. A kolem tohoto zbytkového statku se točí osudy všech hrdinů románu. Sedlák Hlavatý jede do Prahy s naivní představou, že si tam podmaže úředníka na Pozemkovém úřadě, který rozděluje zbytkové statky. Setkává se se statkářem Svítkem, prožívá celou řadu událostí, jediná dcera od něho utíká, vše se mu hroutí, jen jeho pýcha prochází neotřesena všemi těmito událostmi. V románu jsou dvě generace. Jedna prožila válku doma a nedovede pochopit změnu, kterou válka přinesla a druhá válku přehodnotila. V tomto boji dvou generací kolísá naivní figurka starého, mocného sedláka, který měl kdysi jako výkupní komisař v moci celé okresní hejtmanství, figurka směšná, ubohá, při tom však velice zajímavá.
Spisovatel a kritik J. Říp napsal o knize, že ačkoliv jde o prvotinu autora a je to jeho první vesnický román, je zdařilý a měl by být čten ve všech českých veřejných knihovnách. Dílo Sedlák Hlavatý proto vřele doporučil všem čtenářům.